# Kjurike I.
Kjurike I. (armensko Կյուրիկե Ա, latinizirano: Kjurike A) ali Gurgen I. (Գուրգեն Ա, Gurgen A) je bil ustanovitelj in prvi kralj kraljestva Tašir-Dzoraget. Vladal je od okoli leta  980 do 989 in bil ustanovitelj dinastije Kjurikidov, najmlajše veje armenske kraljeve dinastije Bagratidov.

## Biografija

### Poreklo
Gurgen I. je bil najmlajši sin armenskega kralja Ašota III. Usmiljenega iz dinastije Bagratidov in mlajši brat armenskih kraljev Smbata II. in Gagika I.

## Vladanje
Na prestol Tašir-Dzorageta, severovzhodne regije Armenije okoli rek Debed in Agstev, ga je s pravicami vazala imenoval njegov oče Ašot III. Leta 974 je sodeloval pri mobilizaciji armenskih čet, ki jo je sprožil Ašot III. med anatolskim pohodom bizantinskega cesarja Ivana I. Cimiska, ki je grozil južnim mejam Armenije. Zadnja leta svojega življenja je posvetil duhovnosti v samostanu Sanahin.
Kurike je nosil tudi naziv car Alvanka, čeprav se je ozemlje Alvanka v resnici nahajalo na vzhodu, na ozemlju med Gjandžijem in Bardijo. Kralji Таšir-Dzorageta so vladali nekaterim severozahodnim regijam Alvanka, njihov dodatni naziv pa je odražal njihovo skrivno željo po širjenju kraljestva proti vzhodu. Ta naziv je po besedah Vl. Minorskega povezano z njihovim posedovanjem doline v spodnjem toku reke Akcev.

## Družina
Kjurika je imel sinova 
- Davida I. Brez zemlje, kralja Tašir-Dzorageta (989-1048); med njegovim vladanjem je kraljestvo doseglo svoj vrhunec[7]
- Smbata

## Dodatno branje
- Toumanoff Cyrille. Les dynasties de la Caucasie chrétienne de l'Antiquité jusqu'au. Rim, 1990.
- René Grousset Payot. Histoire de l’Arménie des origines à 1071. Rim, 1947. str. 44